# Breckin Meyer

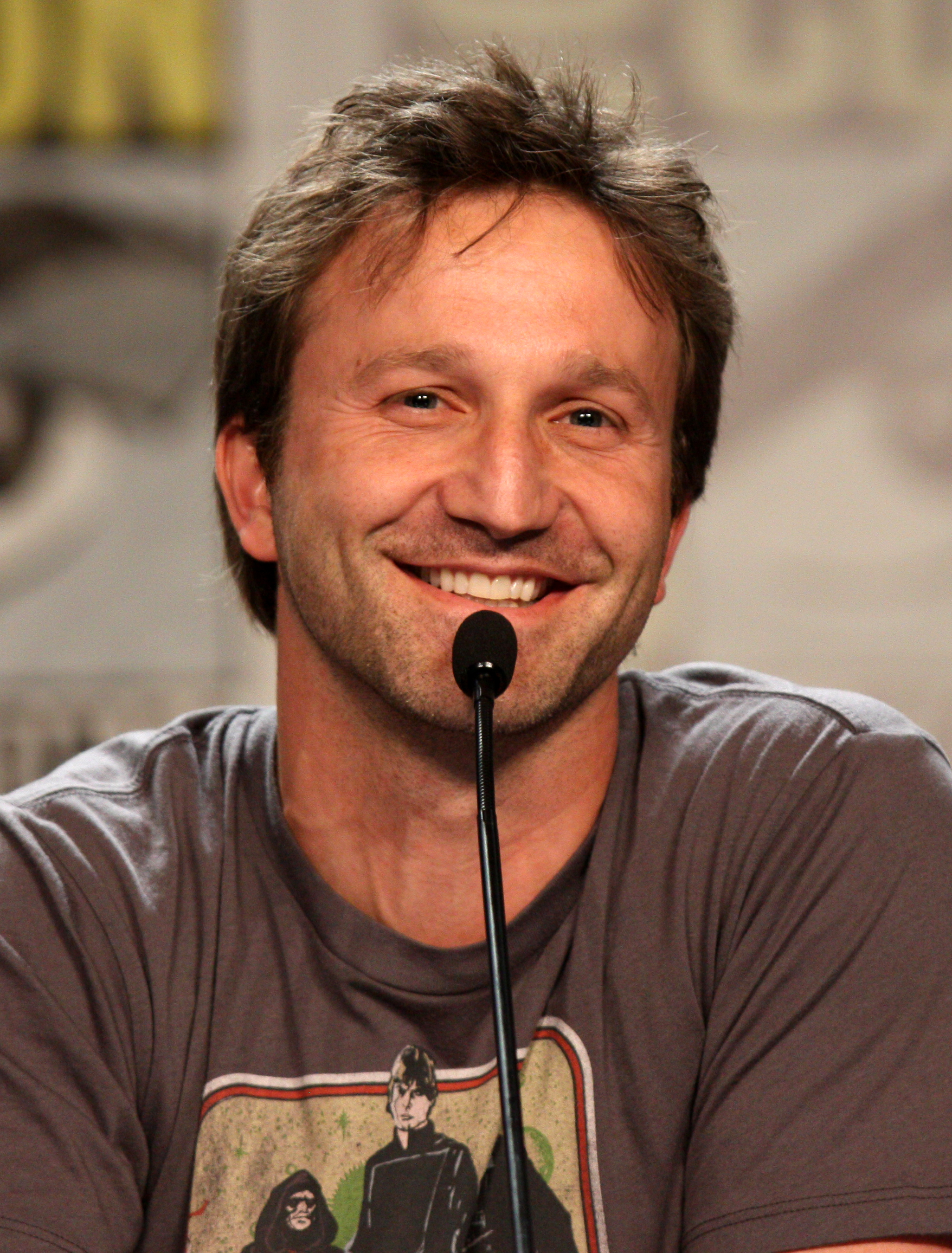
Breckin Meyer, 2011

Breckin Erin Meyer (* 7. Mai 1974 in Minneapolis, Minnesota) ist ein US-amerikanischer Schauspieler.

## Leben
Meyer ist jüdischer Abstammung und besuchte mit Drew Barrymore die Grundschule, wodurch er mit Barrymores Agenten in Kontakt kam, der ihn schließlich ebenfalls unter Vertrag nahm. Als Kind war er vor allem in Fernsehwerbungen zu sehen. 1988 spielte er die Rolle des Gary Cosey in Wunderbare Jahre. Im Jahr 1990 spielte Meyer erstmals in einem Fernsehfilm. Meyer ist seit 2001 mit der Drehbuchautorin und Regisseurin Deborah Kaplan verheiratet. Zusammen mit Seth Green und Ryan Phillippe besitzt er eine Produktionsfirma.
Im März 2010 erhielt Meyer eine Hauptrolle in der TNT Fernsehserie Franklin & Bash, die am 1. Juni 2011 startete. Er ist außerdem der Schöpfer der beim Schwesternsender TBS laufenden Comedyserie Men at Work.

## Filmografie
- 1988: Wunderbare Jahre (The Wonder Years, Fernsehserie, Episode 2x01)
- 1990: Chaos in Camp Cucamonga (Camp Cucamonga, Fernsehfilm)
- 1991: Nightmare 6: Freddy’s Finale (Freddy’s Dead: The Final Nightmare)
- 1995: Hell’s Passion (Payback)
- 1995: Clueless – Was sonst! (Clueless)
- 1996: Der Hexenclub (The Craft)
- 1996: Flucht aus L.A. (Escape from L.A.)
- 1997: Touch
- 1998: Studio 54 (54)
- 1998: Dancer, Texas
- 1999: Go – Das Leben beginnt erst um 3.00 Uhr morgens (Go)
- 2000: Road Trip
- 2000: King of the Hill (Fernsehfilm)
- 2001: Rat Race – Der nackte Wahnsinn (Rat Race)
- 2001: Kate & Leopold
- 2004: Garfield – Der Film (Garfield)
- 2004: Blast
- 2005: Herbie Fully Loaded – Ein toller Käfer startet durch (Herbie: Fully Loaded)
- 2005: Volltreffer – Ein Supercoach greift durch (Rebound)
- 2006: Garfield 2 (Garfield: A Tail of Two Kitties)
- 2007: Blue State – Eine Reise ins Blaue (Blue State)
- 2008: Stag Night
- 2008: Heroes (Fernsehserie)
- 2008: Dr. House (House, Fernsehserie, Episode 5x03)
- 2009: Der Womanizer – Die Nacht der Ex-Freundinnen (Ghosts of Girlfriends Past)
- 2009: Bruchreif
- 2011–2014: Franklin & Bash (Fernsehserie)
- 2018: Designated Survivor (Fernsehserie)
- 2020: Unpregnant
- 2021: Happily